# Francisco de Borja Valenzuela
Francisco de Borja Valenzuela Ríos (* Buin, 10 de octubre de 1917 - † Valparaíso, 20 de febrero de 1998) fue un obispo católico chileno.

## Vida religiosa
Fue ordenado sacerdote el 18 de septiembre de 1943, en Rancagua.

### Obispo de Copiapó
Fue Administrador apostólico y Obispo Prelado de la Prelatura de Copiapó entre 1955 y 1957.

### Obispo de Antofagasta
Obispo de Antofagasta desde 1957 a 1967, el 28 de junio de 1967 fue elevado a Arzobispo de la misma sede desde 1967 a 1974, por su Santidad Pablo VI, siendo él su primer Arzobispo.

### Obispo de San Felipe
Arzobispo-Obispo de San Felipe desde 1974 a 1983.

### Obispo de Valparaíso
Arzobispo-Obispo de Valparaíso desde 1983 a 1993. El 3 de mayo de 1983 la Santa Sede comunicó a Monseñor Francisco de Borja Valenzuela Ríos su designación como Obispo de Valparaíso, cargo que él asumió el 24 de junio siguiente. Desarrolló una vasta labor, especialmente en el área pastoral.
Reestructuró la organización de la diócesis, destinó sacerdotes a las parroquias desatendidas y convocó a un Sínodo Diocesano para revisar la tarea de la Iglesia en Valparaíso. Su período se prolongó hasta el año 1993, cuando el papa Juan Pablo II acepta su renuncia ya que el 16 de abril fue nombrado Obispo de Valparaíso Monseñor Jorge Medina Estévez, quien asumió el cargo el 9 de junio de 1993.

## Otras actividades
Fue también  Presidente de la Conferencia Episcopal de Chile desde 1978 a 1979, y Gran Canciller de la Pontificia Universidad Católica de Valparaíso desde 1983 a 1993. 